# Dimităr Mitov
Dimităr Veselinov Mitov (in bulgaro Димитър Веселинов Митов?; Montana, 22 gennaio 1997) è un calciatore bulgaro, portiere dell'Aberdeen e della nazionale bulgara.

## Carriera

### Club
Inizia a giocare a calcio nelle giovanili del Čavdar Etropole. Nel 2013 si trasferisce in Inghilterra, accordandosi con il Charlton. Il 5 giugno 2017 si trasferisce a parametro zero al Cambridge Utd, in Football League Two, firmando un contratto biennale. Il 14 luglio 2023 firma un biennale con il St. Johnstone, nel campionato scozzese. Il 19 giugno 2024 viene ingaggiato dall'Aberdeen.

### Nazionale
Dopo aver giocato alcuni incontri con le selezioni giovanili, esordisce in nazionale il 7 settembre 2023 in un'amichevole disputata a Plovdiv contro l'Iran, vinta 1-0 dagli ospiti.

## Statistiche

### Presenze e reti nei club
Statistiche aggiornate al 17 maggio 2025.
| Stagione             | Squadra              | Campionato           | Campionato | Campionato | Coppe nazionali | Coppe nazionali | Coppe nazionali | Coppe continentali | Coppe continentali | Coppe continentali | Altre coppe | Altre coppe | Altre coppe | Totale | Totale |
| Stagione             | Squadra              | Comp                 | Pres       | Reti       | Comp            | Pres            | Reti            | Comp               | Pres               | Reti               | Comp        | Pres        | Reti        | Pres   | Reti   |
| -------------------- | -------------------- | -------------------- | ---------- | ---------- | --------------- | --------------- | --------------- | ------------------ | ------------------ | ------------------ | ----------- | ----------- | ----------- | ------ | ------ |
| 2017-2018            | Cambridge Utd        | FL2                  | 3          | -2         | FACup+CdL       | 0+1             | -4              | -                  | -                  | -                  | FLT         | 3           | -4          | 7      | -10    |
| 2018-2019            | Cambridge Utd        | FL2                  | 21         | -25        | FACup+CdL       | 0+1             | -4              | -                  | -                  | -                  | FLT         | 3           | -5          | 25     | -34    |
| 2019-2020            | Cambridge Utd        | FL2                  | 27         | -38        | FACup+CdL       | 0               | 0               | -                  | -                  | -                  | FLT         | 0           | 0           | 27     | -38    |
| 2020-2021            | Cambridge Utd        | FL2                  | 20         | -17        | FACup+CdL       | 1+1             | -2 + 0          | -                  | -                  | -                  | FLT         | 0           | 0           | 22     | -19    |
| 2021-2022            | Cambridge Utd        | FL1                  | 42         | -66        | FACup+CdL       | 5+2             | -7 + -3         | -                  | -                  | -                  | FLT         | 2           | -2          | 51     | -78    |
| 2022-2023            | Cambridge Utd        | FL1                  | 33         | -47        | FACup+CdL       | 0               | 0               | -                  | -                  | -                  | FLT         | 0           | 0           | 33     | -47    |
| Totale Cambridge Utd | Totale Cambridge Utd | Totale Cambridge Utd | 146        | -195       |                 | 11              | -20             |                    | -                  | -                  |             | 8           | -11         | 165    | -226   |
| 2023-2024            | St. Johnstone        | SP                   | 38         | -54        | SC+CdL          | 1+2             | -1 + -2         | -                  | -                  | -                  | -           | -           | -           | 41     | -57    |
| 2024-2025            | Aberdeen             | SP                   | 24         | -34        | SC+CdL          | 3+6             | 0+-4            | -                  | -                  | -                  | -           | -           | -           | 33     | -44    |
| Totale carriera      | Totale carriera      | Totale carriera      | 208        | -283       |                 | 23              | -27             |                    | -                  | -                  |             | 8           | -11         | 239    | -321   |

### Cronologia presenze e reti in nazionale
| Cronologia completa delle presenze e delle reti in nazionale ― Bulgaria | Cronologia completa delle presenze e delle reti in nazionale ― Bulgaria | Cronologia completa delle presenze e delle reti in nazionale ― Bulgaria | Cronologia completa delle presenze e delle reti in nazionale ― Bulgaria | Cronologia completa delle presenze e delle reti in nazionale ― Bulgaria | Cronologia completa delle presenze e delle reti in nazionale ― Bulgaria | Cronologia completa delle presenze e delle reti in nazionale ― Bulgaria | Cronologia completa delle presenze e delle reti in nazionale ― Bulgaria |
| Data                                                                    | Città                                                                   | In casa                                                                 | Risultato                                                               | Ospiti                                                                  | Competizione                                                            | Reti                                                                    | Note                                                                    |
| ----------------------------------------------------------------------- | ----------------------------------------------------------------------- | ----------------------------------------------------------------------- | ----------------------------------------------------------------------- | ----------------------------------------------------------------------- | ----------------------------------------------------------------------- | ----------------------------------------------------------------------- | ----------------------------------------------------------------------- |
| 7-9-2023                                                                | Plovdiv                                                                 | Bulgaria                                                                | 0 – 1                                                                   | Iran                                                                    | Amichevole                                                              | -1                                                                      |                                                                         |
| 17-10-2023                                                              | Tirana                                                                  | Albania                                                                 | 2 – 0                                                                   | Bulgaria                                                                | Amichevole                                                              | -2                                                                      |                                                                         |
| 22-3-2024                                                               | Baku                                                                    | Tanzania                                                                | 0 – 1                                                                   | Bulgaria                                                                | Amichevole                                                              | -                                                                       |                                                                         |
| 5-9-2024                                                                | Zalaegerszeg                                                            | Bielorussia                                                             | 0 – 0                                                                   | Bulgaria                                                                | UEFA Nations League 2024-2025 - 1º turno                                | -                                                                       |                                                                         |
| 8-9-2024                                                                | Plovdiv                                                                 | Bulgaria                                                                | 1 – 0                                                                   | Irlanda del Nord                                                        | UEFA Nations League 2024-2025 - 1º turno                                | -                                                                       |                                                                         |
| 12-10-2024                                                              | Plovdiv                                                                 | Bulgaria                                                                | 0 – 0                                                                   | Lussemburgo                                                             | UEFA Nations League 2024-2025 - 1º turno                                | -                                                                       |                                                                         |
| 15-10-2024                                                              | Belfast                                                                 | Irlanda del Nord                                                        | 5 – 0                                                                   | Bulgaria                                                                | UEFA Nations League 2024-2025 - 1º turno                                | -5                                                                      |                                                                         |
| 15-11-2024                                                              | Lussemburgo                                                             | Lussemburgo                                                             | 0 – 1                                                                   | Bulgaria                                                                | UEFA Nations League 2024-2025 - 1º turno                                | -                                                                       |                                                                         |
| 18-11-2024                                                              | Sofia                                                                   | Bulgaria                                                                | 1 – 1                                                                   | Bielorussia                                                             | UEFA Nations League 2024-2025 - 1º turno                                | -1                                                                      |                                                                         |
| 20-3-2025                                                               | Plovdiv                                                                 | Bulgaria                                                                | 1 – 2                                                                   | Irlanda                                                                 | UEFA Nations League 2024-2025 - Play-off                                | -2                                                                      | 46’                                                                     |
| 10-6-2025                                                               | Heraklion                                                               | Grecia                                                                  | 4 – 0                                                                   | Bulgaria                                                                | Amichevole                                                              | -4                                                                      |                                                                         |
| Totale                                                                  |                                                                         | Presenze                                                                | 11                                                                      |                                                                         | Reti                                                                    | -15                                                                     |                                                                         |

## Palmarès
- Coppa di Scozia: 1

Aberdeen: 2024-2025